# Neve Shalom-synagoge (Istanbul)

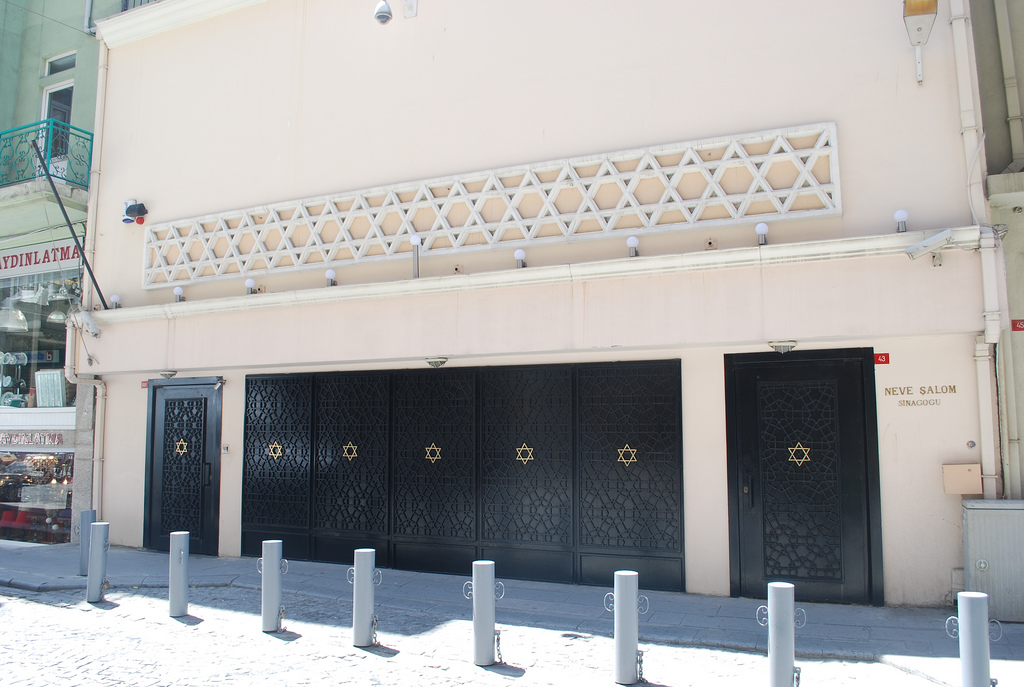
Neve Shalom-synagoge, Istanbul

De Neve Shalom-synagoge (Turks: Neve Şalom Sinagagu) is de grootste synagoge van Istanbul. De synagoge ligt in het district Beyoğlu in de wijk Kuledibi en is in 1951 gebouwd. In datzelfde jaar begonnen er ook de diensten.
Diverse malen zijn er bomaanslagen gepleegd bij deze synagoge:
- 6 september 1986
  - 22 mensen gedood
  - Daders (waarschijnlijk) van Aboe Nidal
- 1 maart 1992
  - Aanslag met 2 handgranaten, er vielen geen doden
  - Daders (waarschijnlijk) van de Turkse Hezbollah
- 15 november 2003
  - Ongeveer 15 mensen gedood
  - Ongeveer gelijktijdig was er een bomaanslag bij de Beth Israel-synagoge
  - Beide terroristische aanslagen werden opgeëist door Al Qaida